# قمام جبلي
قِمَام جبليّ    جنبة ذات ثمار مأكولة ولون أزرق من جنس قِمام. موطنها غرب آسيا (إيران وتركيا) والقوقاز (أرمينيا وأذربيجان وجورجيا وروسيا) وجنوب شرق أوروبا (بلغاريا). 

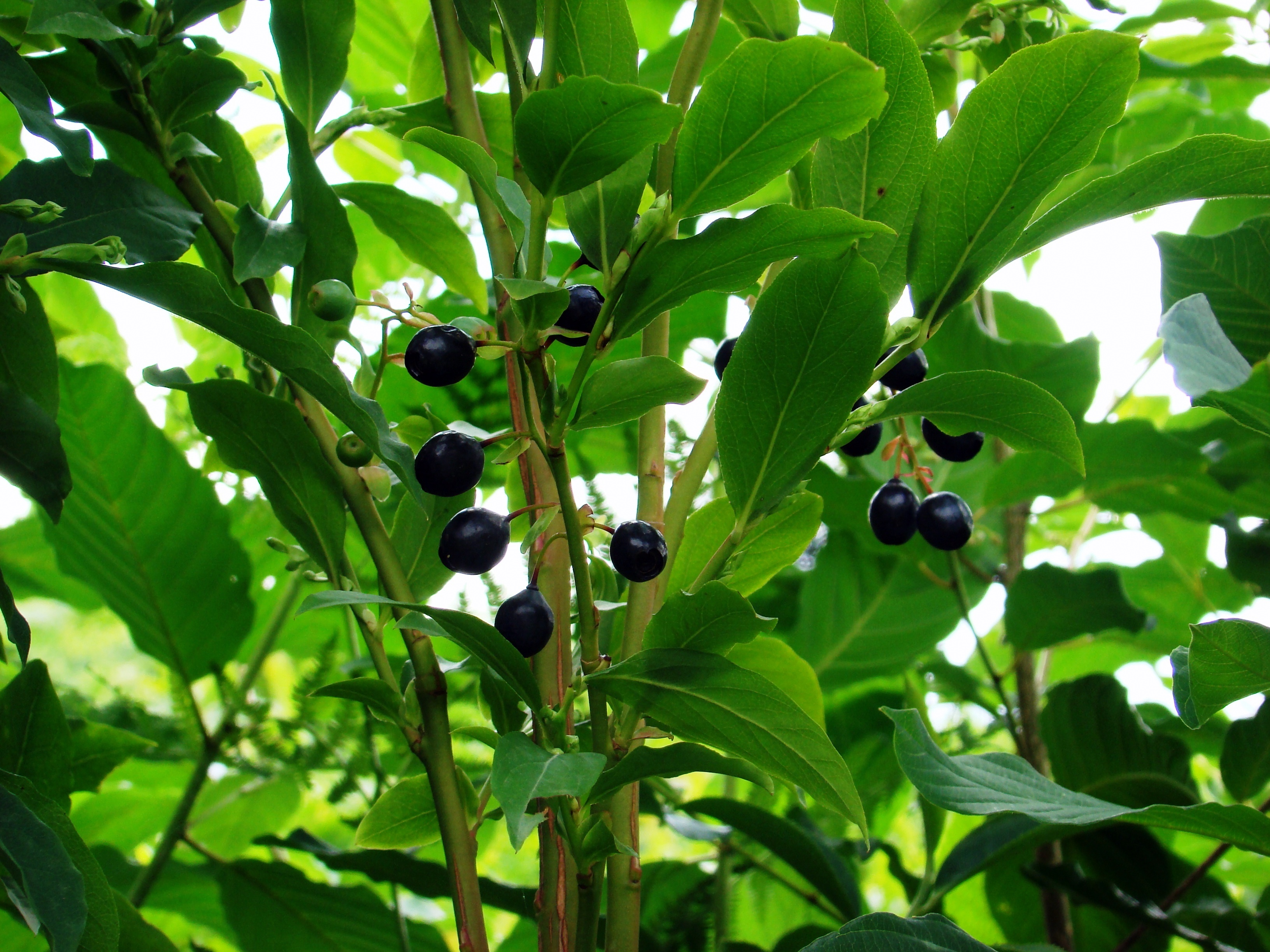
نبات قمام جبلي

## التأثيرات الطبية
في دراسة أجريت على 50 مريضًا بالغًا يعانون من فرط شحوم الدم، وجد أن مستخلص ثمار القِمَام الجبلي له آثار مفيدة على مستوى الدهون في الدم والإجهاد التأكسدي. احتوت كل كبسولة طبية على 45 ± 2 ملغ الأنثوسيانين. يقترح المؤلفون أن التأثيرات قد تكون بسبب محتوى الأنثوسيانين في الثمار.